# 日本—塞爾維亞關係
日本—塞爾維亞關係是日本與塞尔维亚之間的雙邊關係。兩國於1997年5月20日互設外交代表機構。日本在贝尔格莱德設有大使館，兼轄駐蒙特內哥羅大使館。塞爾維亞在東京都亦設有大使館，並在大阪府設有名譽總領事館。

## 歷史

### 近代
兩國外交關係始於19世紀末，當時塞爾維亞王國國王米蘭一世致函大日本帝国明治天皇，明治天皇在回函中承認了塞爾維亞。但在第一次世界大战之前，兩國外交關係經由俄罗斯帝国，沒有公共關係。第一次世界大戰中，日本加入協約國，向同盟國宣戰，經由俄羅斯和地中海向塞爾維亞提供物資。

### 日本與南斯拉夫關係
1918年，南斯拉夫王國成立。1930年，大日本除蟲菊創始人上山英一郎出任命南斯拉夫王國在大阪的名譽領事。但日本在第二次世界大战中加入轴心国後，兩國關係惡化，南斯拉夫逐出日本外交官，對日宣戰。後來在1952年，南斯拉夫约瑟普·布罗兹·铁托政府恢復與日本的外交關係，南斯拉夫成爲最早與日本恢復外交關係的國家。兩國於1959年簽署了通商條約，在南斯拉夫解體前一直保持良好的關係。 

### 現代
1991年南斯拉夫解體時，日本中止了與南斯拉夫的經濟合作，但在科索沃战争結束後的2000年恢復。2003年，日本向塞爾維亞提供無償資金援助，向貝爾格萊德贈送了93輛公共汽車。2004年，駐大阪塞爾維亞與蒙特內哥羅名譽總領事館設立。2011年東日本大震災中，塞爾維亞政府表示支持，並透過塞爾維亞紅十字會捐贈了5000萬第納爾（約合4525萬日圓）。塞爾維亞與日本有良好的關係，視日本爲亞洲最大的貿易夥伴，但日本仍承認科索沃的獨立，并於2009年2月25日與科索沃建交，成爲首個与科索沃建交的亞洲國家。

## 外部連結
- 塞爾維亞共和國 - 外務省 （页面存档备份，存于）
- 日本駐塞爾維亞大使館 （页面存档备份，存于）
- 塞爾維亞駐日本大使館 （页面存档备份，存于）